# John Smeaton
John Smeaton FRS (8 de junio de 1724 - 28 de octubre de 1792) fue un ingeniero civil británico responsable del diseño de numerosos puentes, canales, puertos y faros. También fue un ingeniero mecánico muy capaz y un eminente físico. Autoproclamado el primer "ingeniero civil", es considerado como el "padre" de esta disciplina. Destacó como pionero en el uso del hormigón de cemento Portland, formado por cal hidráulica, guijarros y polvo de ladrillo como agregado. Perteneció a la Sociedad Lunar.

## Abogado y físico
Smeaton nació en Austhorpe, Leeds, Inglaterra. Después de estudiar en la Escuela de Gramática de su ciudad natal, se incorporó al bufete de abogados de su padre, pero dejó esta actividad para convertirse en un fabricante de instrumentos científicos (trabajando con Henry Hindley), desarrollando entre otros instrumentos un pirómetro (para estudiar la expansión de los materiales al ser calentados) y un espejo giratorio (un instrumento precursor del giroscopio, que servía como horizonte artificial en la navegación marítima). En 1750 tenía el local de su negocio en el callejón del Great Turnstile en Holborn, conocido por sus librerías y talleres especializados.

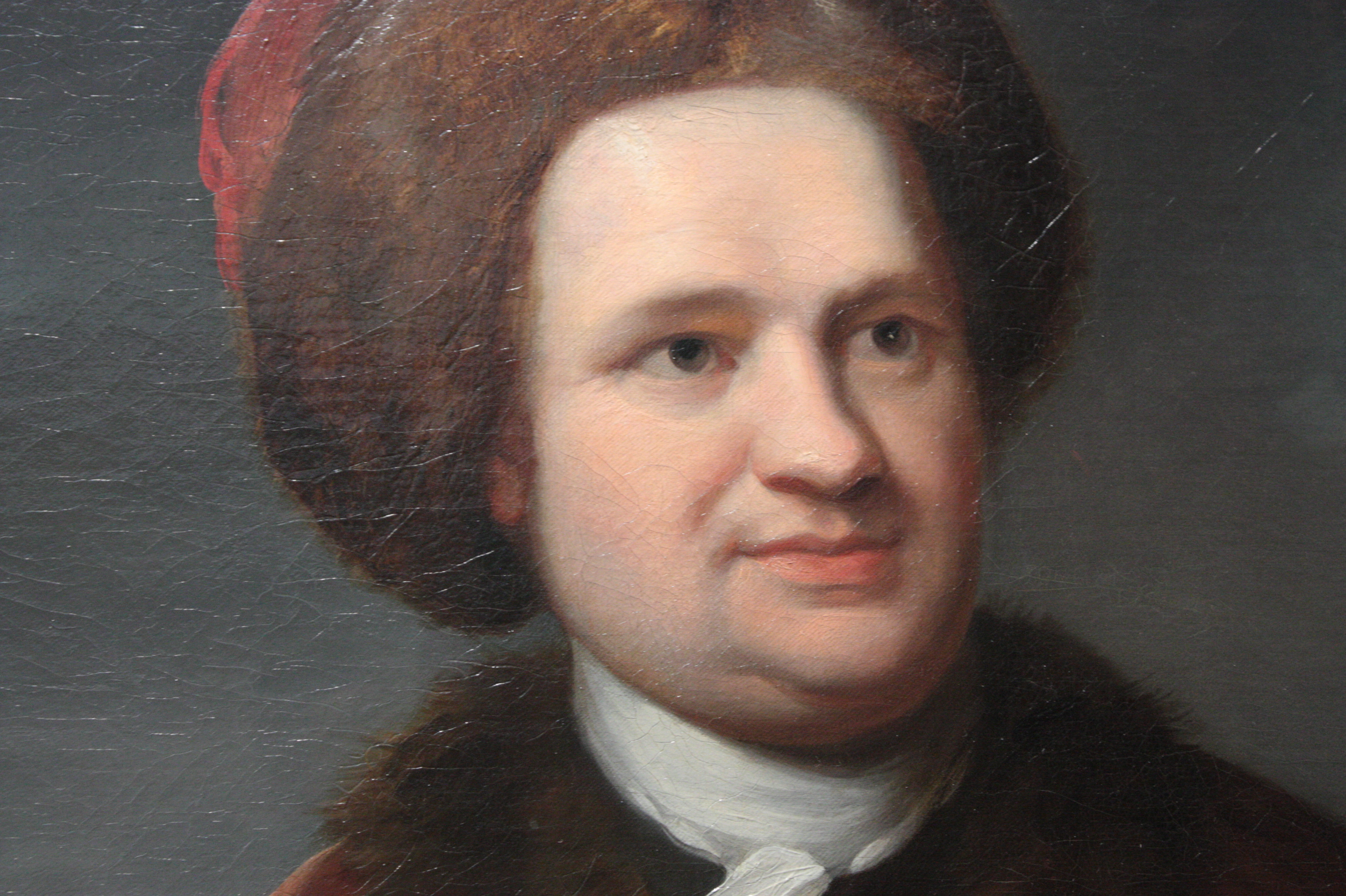
John Smeaton por George Romney, 1779 (detalle), Galería Nacional de Retratos, Londres

Fue elegido Miembro de la Royal Society en 1753, y en 1759 ganó la Medalla Copley por su investigación de la mecánica de las ruedas hidráulicas y de los molinos de viento. Su documento de 1759 "Una Prueba Experimental Relativa a la Potencia Natural del Agua y del Viento para hacer Girar Molinos y Otras Máquinas que Dependen del movimiento Circular" estableció la relación entre presión y velocidad de los objetos que se mueven en el aire (haciendo constar que las tablas que utilizaba habían sido calculadas experimentalmente por "mi amigo el Señor Rouse ... ingenioso caballero de Harborough, Leicestershire"). Sus ideas fueron posteriormente desarrolladas para definir el "Coeficiente de Smeaton". Sus experimentos con ruedas hidráulicas se realizaron con modelos a escala, que probó repetidamente con varias configuraciones durante un periodo de siete años. La creciente mejora de la eficacia de sus mecanismos hidráulicos contribuyó al desarrollo de las primeras etapas de la Revolución Industrial.
En el periodo 1759–1782 continuó con sus medidas y experimentos sobre ruedas hidráulicas, que lo llevaron a apoyar y abanderar la teoría de la vis viva del alemán Gottfried Leibniz, una formulación temprana de la ley de la conservación de la energía. Esto le llevó a un conflicto con destacados miembros del mundo académico, que rechazaban la teoría de Leibniz por considerarla inconsistente con el principio de la conservación de la cantidad de movimiento desarrollado por Isaac Newton.

## Coeficiente de Smeaton
En su artículo de 1759 "Una Prueba Experimental Relativa a la Potencia Natural del Agua y del Viento para hacer Girar Molinos y Otras Máquinas que Dependen del movimiento Circular", Smeaton desarrolló conceptos e ideas que se convirtieron en el fundamento del Coeficiente de Smeaton, base de la ecuación de la fuerza ascensional de un cuerpo en movimiento a través del aire que sería posteriormente utilizada por los Hermanos Wright. La ecuación del impulso ascensional tiene la forma:
{\displaystyle L=kV^{2}AC_{l}\,}
donde:
{\displaystyle L} es el impulso ascensional
{\displaystyle k} es el coeficiente de Smeaton, igual a 0.005 (este valor indica el arrastre ascensional expresado en libras de peso, producido por una superficie de 1 pie cuadrado desplazándose por el aire a una velocidad de una milla por hora), determinado por Smeaton y posteriormente corregido a 0.0033 por los hermanos Wright
{\displaystyle V^{2}} es la velocidad de desplazamiento expresada en millas por hora elevada al cuadrado
{\displaystyle C_{l}} es el coeficiente de sustentación (el empuje ascensional relativo correspondiente al arrastre de una superficie plana de la misma área)
{\displaystyle A} el área expresada en pies cuadrados
Los hermanos Wright determinaron con túneles de viento que el valor del Coeficiente de Smeaton de 0.005 era incorrecto y tendría que haber sido de 0.0033. En análisis moderno, el empuje ascensional está normalizado por la presión dinámica en vez de por el Coeficiente de Smeaton.

## Ingeniería civil

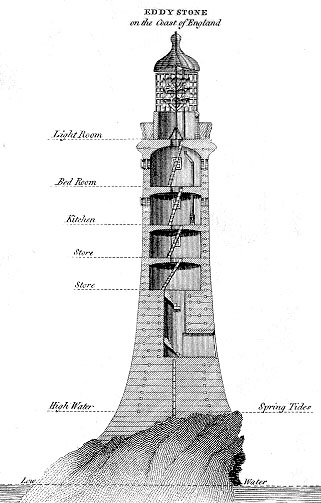
Faro de Smeaton

Smeaton es importante en la historia del redescubrimiento y posterior desarrollo moderno del cemento, identificando la composición de los requisitos necesarios para obtener "hidraulicidad" en la cal. Este trabajo lo llevó finalmente a la invención del cemento Portland, que supuso la reaparición del hormigón como material moderno en la construcción de edificios, en gran parte gracias a su influencia.
Recomendado por la Royal Society, diseñó el tercer Faro de Eddystone (1755–59). Inició el uso de 'cal hidráulica' (una forma de mortero capaz de fraguar debajo del agua) y desarrolló una técnica para el faro que implicaba uniones con forma de cola de paloma entre bloques de granito. Esta estructura permaneció en uso hasta 1877, cuando la roca subyacente de la base de la estructura se empezó a erosionar. Fue desmantelado y parcialmente reconstruido en Plymouth Hoe, donde es conocida como la Torre Smeaton.

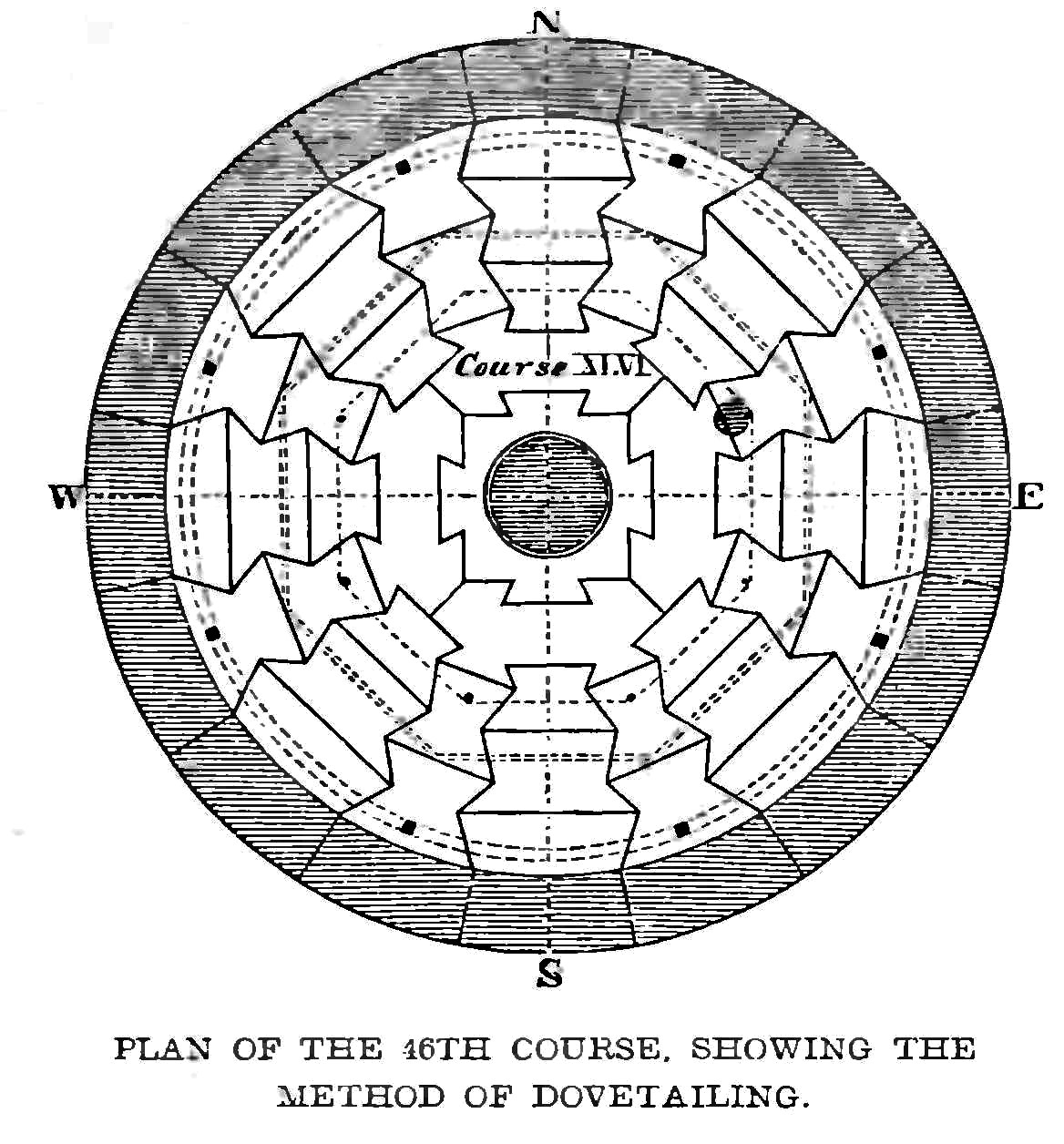
Plano en sección transversal del Faro de Eddystone, mostrando el método de cola de paloma para trabar bloques de granito.

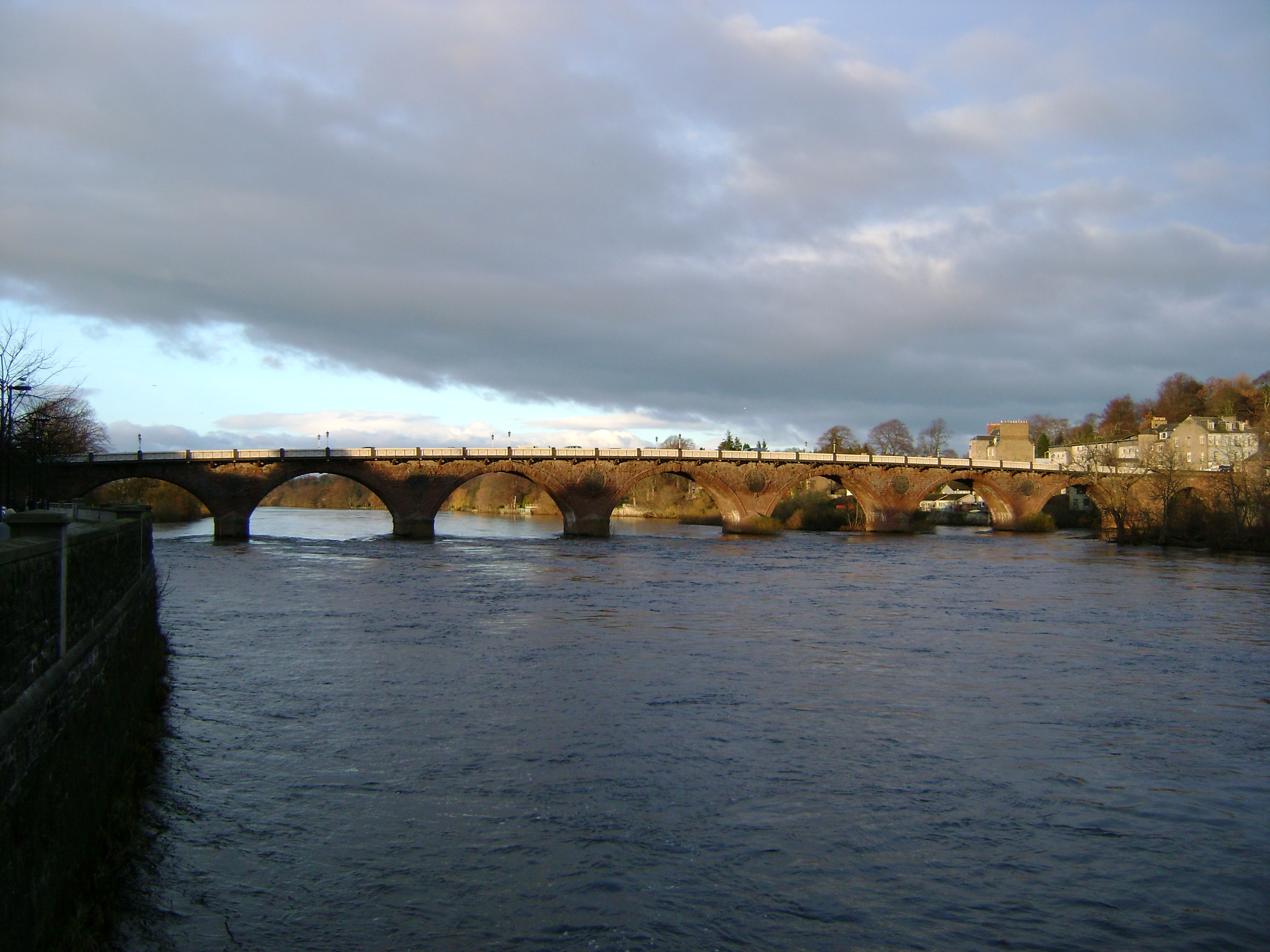
Puente de Perth sobre el Tay

Tras decantarse por el campo de la ingeniería civil, donde podía obtener mayores ganancias, abordó una extensa serie de trabajos, incluyendo:
- La Vía navegable de los ríos Calder y Hebble (1758–70)
- Puente de Coldstream sobre el Río Tweed (1762–67)
- Vía navegable del río Lee (1765–70)
- Puerto de Smeaton en St Ives, Cornualles (1767–70)
- Puente de Perth sobre el Río Tay en Perth (1766–71)
- Canal de Ripon (1766–1773)
- Viaducto de Smeaton, que conecta la carretera A616 (parte de la Gran Carretera del Norte original) sobre el Río Trent entre Newark y South Muskham en Nottinghamshire (1768–70)[15][16]
- El Canal Forth y Clyde de Grangemouth a Glasgow (1768–77)
- El molino de Langley on Tyne, con Nicholas Walton, actuando como representante del Hospital de Greenwich, Londres (1768)[17]
- Puerto de Banff (1770–75)
- Puente de Aberdeen (1775–80)
- Puerto de Peterhead (1775)
- Nent Force level, drenaje subterráneo de las minas de Alston (1776–77)
- Trabajos en el puerto de Ramsgate (cuenca de retención 1776–83; embarcadero 1788–1792)
- Puente de Hexham (1777–90)
- Canal de Birmingham y Fazeley (1782–89)
- Puerto de St Austell Charlestown en Cornualles (1792)

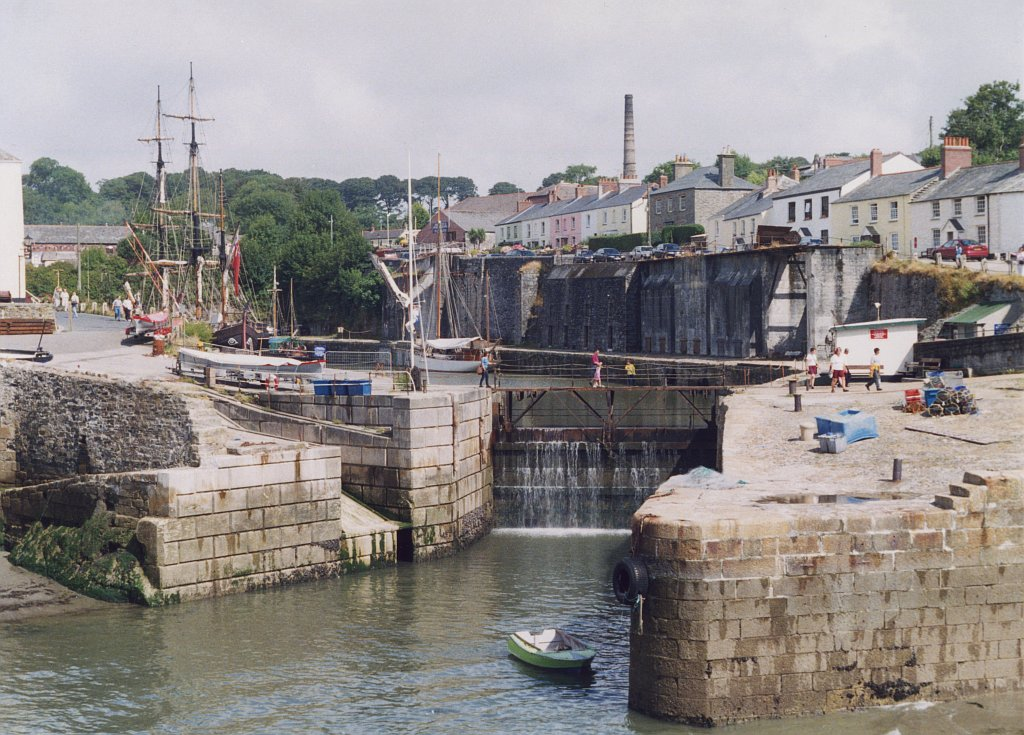
El puerto flotante en Charlestown, Cornualles

Smeaton es considerado el primer perito judicial en presentarse ante un tribunal inglés. Debido a su experiencia en ingeniería, se le reclamó para declarar ante el tribunal en un caso relacionado con la sedimentación del puerto en Wells-next-the-Sea en Norfolk en 1782. También participó como asesor en el desastroso proyecto del Puerto Nuevo en Rye (cuya construcción continuaba tras 63 años de obras), diseñado para combatir la sedimentaciòn del puerto de Winchelsea. El proyecto es actualmente conocido informalmente como el "Puerto Smeaton". A pesar de este nombre, su intervención fue bastante limitada, y se produjo más de 30 años después de que los trabajos en el puerto hubieran comenzado. La obra se concluyó en 1839.

## Ingeniero mecánico
Empleando sus habilidades como ingeniero mecánico, en 1761 ideó un motor impulsado por agua para los Jardines Botánicos Reales en Kew, y en 1767 un molino hidráulico en Alston, Cumbria (por el que se le atribuye la invención del eje hierro para las ruedas hidráulicas). En 1782 construyó el molino denominado "Chimney Mill" en Spital Tongues (Newcastle upon Tyne), el primer molino de viento holandés con un aspa de cinco palas instalado en Gran Bretaña. Así mismo, mejoró el motor atmosférico de Thomas Newcomen, poniendo en operación uno en la mina de Chacewater, Wheal Busy, Cornualles, en 1775.
En 1789 Smeaton aplicó una idea de Denis Papin, utilizando una bomba para mantener la presión y forzar el paso del aire fresco dentro de una campana de buceo. Esta campana, construida para el proyecto del Puente de Hexham, no fue diseñada para el trabajo submarino, pero en 1790 se adaptó para ser utilizada en el rompeolas submarino en el Puerto de Ramsgate. Smeaton también es conocido por explicar las diferencias fundamentales y beneficios de las ruedas hidráulicas alimentadas de caudal desde arriba frente a las alimentadas desde abajo. Experimentó con el motor de vapor de Newcomen, incorporándole mejoras en la misma época en la que James Watt construía sus primeros motores (a finales de la década de 1770).

## Legado
Smeaton murió después de padecer un ataque cardiaco mientras caminaba en el jardín de su casa en Austhorpe. Fue enterrado en la iglesia parroquial en Whitkirk, Yorkshire Del oeste. Gozó de la consideración de los demás ingenieros, habiendo contribuido a la Sociedad Lunar y fundado la "Sociedad de Ingenieros Civiles" en 1771. Acuñó el término ingenieros civiles para distinguirse de los ingenieros militares, que se graduaban de la Real Academia Militar de Woolwich. La Sociedad fue precursora de la Institución de Ingenieros Civiles, fundada en 1818, y se rebautizó como la Sociedad de Ingenieros Civiles Smeatoniana en 1830. Entre sus discípulos más destacados figuraran el ingeniero de canales William Jessop y el arquitecto e ingeniero Benjamin Henry Latrobe.

## Reconocimientos
- La constante que describe la variación de la presión respecto al cuadrado de la velocidad cuando es aplicada a los objetos que se mueven en el aire fue nombrada como Coeficiente de Smeaton en su honor. Basándose en sus conceptos y datos, fue utilizada por los hermanos Wright en su diseño de la primera aeronave más pesada que el aire.

- Smeaton es uno de los seis ingenieros civiles representados en el "vitral de Stephenson" de la Abadía de Westminster, diseñado por William Wailes en 1862.[24] El 7 de noviembre de 1994, Noel Ordman, por entonces Presidente de la Sociedad de Ingenieros Civiles Smeatoniana, desveló un monumento que conmemora a Smeaton en la Abadía.[25][26]

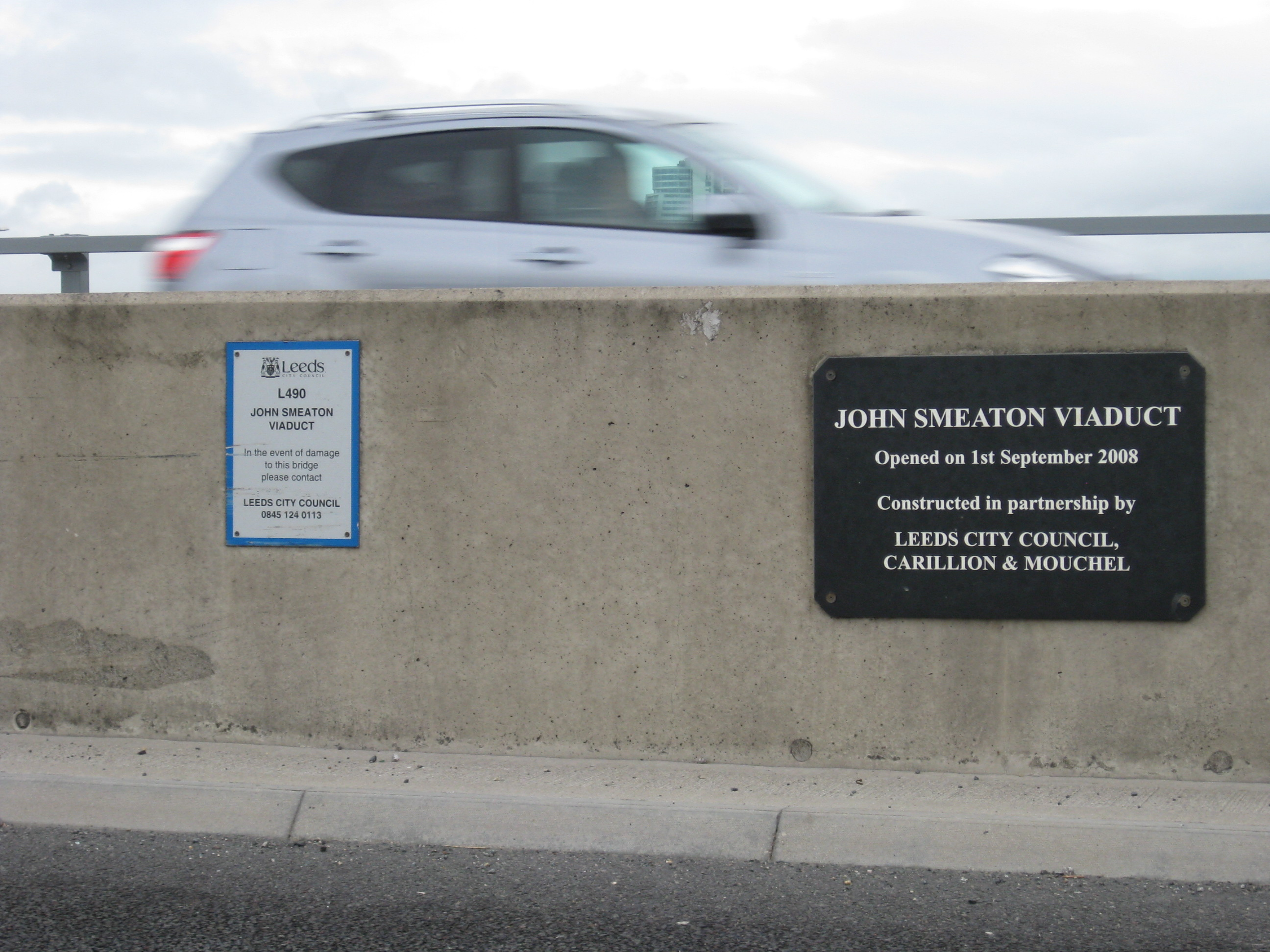
Placa conmemorativa en el viaducto John Smeaton

- La "Academia John Smeaton" es una escuela secundaria situada en un barrio de Leeds, adyacente a la urbanización de Pendas Fields, cerca de Austhorpe. También es conmemorado en la Universidad de Plymouth, donde el edificio que alberga el Departamento de Tecnología y Matemáticas lleva su nombre.

- Así mismo, un viaducto del tramo final de la carretera Leeds Ring Road, abierto en 2008, recibió el nombre de Smeaton en su honor.

- En 2003 Smeaton fue nombrado entre los principales 10 innovadores tecnológicos en el "Human Accomplishment: The Pursuit of Excellence in the Arts and Sciences, 800 B.C. to 1950" (Logros humanos: la búsqueda de la excelencia en las artes y las ciencias, 800 a. C. a 1950).

- Es mencionado en la canción "I Predict a Riot" (Pronostico un Disturbio), como símbolo de una época más digna y pacífica en Leeds y en referencia a una Escuela de Gramática en Leeds, a la que asistió Ricky Wilson, el cantante principal de la banda de rock indie originaria de Leeds Kaiser Chiefs.